# Селце (област Добрич)
Вижте пояснителната страница за други значения на Селце.
Селце е село в Североизточна България. То се намира в община Каварна, област Добрич.

## География
Селото се намира на 8 км от град Каварна. В него живеят около стотина души. Основния поминък на хората е растениевъдство.

## Население
Преброяване на населението през 2011 г.
Численост и дял на етническите групи според преброяването на населението през 2011 г.:
|                     | Численост | Дял (в %) |
| Общо                | 105       | 100,00    |
| Българи             | 79        | 75,23     |
| Турци               | 8         | 7,61      |
| Цигани              | 17        | 16,19     |
| Други               | 0         | 0,00      |
| Не се самоопределят | 0         | 0,00      |
| Неотговорили        | 1         | 0,95      |

## Редовни събития
Всяка година на 22 септември в селото се организира събор. Представят се фолклорни програми и традиционния футболен мач.

## Галерия
- Табела с името на селото, август 2025 г.
- Площадът в селото, август 2025 г.
- Кметството на селото, август 2025 г.